# Замок Кром
Замок Кром (англ. Crom Castle, ирл. Caisleán na Croime) — Кашлен на Кройме — один из замков Ирландии, расположен в графстве Фермана, Северная Ирландия возле озера Лох-Эрн. Вокруг замка расположено поместье Кром площадью 1 900 акров.

## История
Нынешнее здание замка Кром построено в 1820 году. Считают, что здание относится к викторианскому стилю, хотя замок был построен ещё в начале правления королевы Виктории, которая взошла на престол в 1837 году. Замок был построен для аристократической семьи Крайтон — для графа Эрн и его семьи.
На территории поместья Кром лежат руины более древнего замка, который называют Старый Кром. Этот замок принадлежал феодалам Бальфур, Крайтоны приобрели эти земли и замок Старый Кром в 1609 году — после завершения завоевания Ирландии Англией.
Титул графа Эрн из замка Кром впервые получил Джон Крайтон, 2-1 барон Эрн, в 1789 году. Он был депутатом палаты общин парламента Ирландии от Лиффорда. В 1781 году он уже имел титул виконта Эрн. После ликвидации парламента Ирландии он был депутатом парламента Великобритании в 1800—1828 гг. как представитель Ирландии в палате лордов.
Титул барона Эрн получил ещё его отец — Авраам Крайтон в 1768 году. После смерти Джона Крайтона титул 2-го графа Эрн получил его старший сын. После его смерти титул графа Эрн унаследовал его племянник, ставший 3-м графом Эрн. Он служил лордом-наместником графства Фермана. IV граф Эрн был консервативным политиком, входил в правительство Бенджамина Дизраэли. 5-й граф Эрн — внук 4-го графа Эрн входил в состав правительства Стэнли Болдуина, а затем в состав правительства Чемберлена. Погиб во время Второй мировой войны. 6-й граф Эрн — Гарри Эрн, с 1940 унаследовавший титул графа Эрн был лорд-наместником графства Фермана в 1986—2012 годах. Он умер в 2015 году и 7-м графом Эрн стал его сын.
3-й граф Эрн вошел в историю как работодатель Чарльза Бойкота, несправедливые действия которого в отношении крестьян и дальнейшие акции протеста сделали его фамилию символом одной из форм протеста.
Сейчас замком Кром владеет семья Крайтон — графы Эрн. Усадьба и поместье Кром управляются Национальным трестом.
Поместье имеет много памятников истории, имеющих определённую культурную, историческую и эстетическую ценность: дома, конюшни, дома яхт-клуба на озере Лох-Эрн, чайные домики, беседки, церковь, здание школы и тому подобное. Замок частично сдается а аренду: гости могут использовать западное крыло замка для проведения свадеб или остановиться в замке на несколько дней для романтического отдыха.
Сейчас замок Кром является памятником истории и архитектуры и охраняется законом. В замке снимались фильмы и телевизионные передачи, в частности телефильм BBC «Wodehouse’s Blandings» был снят именно здесь.